# Henrik von Appen
Henrik von Appen Piedrabuena (ur. 15 grudnia 1994 w Santiago) – chilijski narciarz alpejski. Reprezentował on Chile na Zimowych Igrzyskach Olimpijskich 2014 i w 2018 roku.
Podczas ceremonii otwarcia Zimowych Igrzysk Olimpijskich 2018 był chorążym reprezentacji Chile.
Zna trzy języki: hiszpański, niemiecki i angielski. Henrik jest kuzynem żeglarki Nadji Horwitz i narciarza alpejskiego Kaia Horwitza. Obaj reprezentowali Chile na igrzyskach olimpijskich.

## Wyniki na zimowych igrzyskach olimpijskich
| Miejsce i rok   | Konkurencja     | Zjazd 1. | Zjazd 1. | Zjazd 2. | Zjazd 2. | Łącznie | Łącznie |
| Miejsce i rok   | Konkurencja     | Czas     | Miejsce  | Czas     | Miejsce  | Czas    | Miejsce |
| --------------- | --------------- | -------- | -------- | -------- | -------- | ------- | ------- |
| Soczi 2014      | Superkombinacja | 1:58,49  | 40.      | 1:00,42  | 30.      | 2:58,91 | 32.     |
| Soczi 2014      | Zjazd           | —        | —        | —        | —        | 2:13,16 | 41.     |
| Soczi 2014      | Slalom gigant   | DNF      | DNF      | DNF      | DNF      | DNF     | DNF1    |
| Soczi 2014      | Supergigant     | —        | —        | —        | —        | 1:21,88 | 32.     |
| Pjongczang 2018 | Zjazd           | —        | —        | —        | —        | 1:44,02 | 34.     |
| Pjongczang 2018 | Superkombinacja | 1:21,16  | 22.      | DNS      | DNS      | DNS     | DNS2    |
| Pjongczang 2018 | Supergigant     | —        | —        | —        | —        | 1:27,57 | 30.     |